# Баскетбол на летней Универсиаде 2009
Баскетбольный турнир на летней Универсиаде 2009 проходил с 1 по 11 июля 2009 года в различных городах Сербии. Участие принимали 25 мужских (26-я сборная – сборная Габона не приехала на Универсиаду) и 16 женских команд, которые разыграли два комплекта наград.

## Медали

### Общий зачёт
(Жирным выделено самое большое количество медалей в своей категории)
| Место | Страна    | Золото | Серебро | Бронза | Всего |
| ----- | --------- | ------ | ------- | ------ | ----- |
| 1     | США       | 1      | 0       | 1      | 2     |
| 2     | Сербия    | 1      | 0       | 0      | 1     |
| 3     | Россия    | 0      | 2       | 0      | 2     |
| 4     | Австралия | 0      | 0       | 1      | 1     |

### Мужчины
| Дисциплина | Золото | Серебро | Бронза |
| Мужчины    | Сербия Никола Копривица Милан Мачван Неманя Протич Неманья Бьелица Марко Кешель Страхиня Милошевич Вукашин Алексич Мирослав Радульица Марко Симонович Иван Паунич Деян Боровняк Владимир Штимац | Россия Алексей Котишевский Дмитрий Головин Валерий Лиходей Никита Шабалкин Евгений Воронов Артём Горланов Иван Нелюбов Анатолий Каширов Алексей Жуканенко Драмир Зибиров Роман Шаповалов Евгений Колесников Главный тренер - Сергей Белов | США Талор Баттле Кори Фишер Да'Сэйн Батлер Робби Хуммель Эван Тернер Джеймс Андерсон Куинси Пондекстер Лазарь Хэйвард Крейг Бракинс Тревор Букер Джарвис Варнадо Деон Томпсон |

### Женщины
| Дисциплина | Золото | Серебро | Бронза |
| Женщины    | США Эшли Хоутс Алексис Грей-Лоусон Даниэль Маккрей Даниэль Робинсон Тиффани Хейз Майя Мур Джанетт Полен Кайла Педерсен Тина Чарльз Хасинта Монро Жантель Лавендер Ташия Филлипс | Россия Евгения Белякова Екатерина Лисина Татьяна Бурик Мария Черепанова Маргарита Подлесных Светлана Махлина Мария Хрусталёва Татьяна Бокарева Мария Савина Елена Данилочкина Анастасия Градова Ольга Яковлева Главный тренер – Борис Соколовский | Австралия Лорен Мансфилд Шантелла Перера Эми Льюис Сара Грэм Миа Ньюли Эмма Лэнгфорд Кира Шилз Салли Потоцки Элис Ширинг Элиз Пеналуна Марианна Толо Луэлла Томлинсон |